# Końskie (stacja kolejowa)
Końskie – stacja kolejowa w Końskich, w województwie świętokrzyskim, w Polsce. 
Przed sprzedaniem terenu dworca, wraz z zawieszeniem połączeń 1 sierpnia 2009 r., na stacji zatrzymywały się pociągi jeżdżące na trasie ze Skarżyska-Kamiennej do Opoczna lub Tomaszowa Mazowieckiego.
Jednak 12 grudnia 2021 roku przywrócono regularny ruch pasażerski. Od 11 grudnia 2022 ze stacji odjeżdżają pociągi do  Łodzi Fabrycznej oraz  do Skarżyska-Kamiennej.

## Ruch pasażerski
| Rok  | Wymiana pasażerska na dobę |
| ---- | -------------------------- |
| 2017 | –                          |
| 2022 | 100-159                    |

Podczas okresu zawieszenia kolei, plac funkcjonował do 29 czerwca 2012 jako dworzec autobusowy dla rozkładów tj. PKS Grójec, PKS Radomsko czy PKS w Końskich, okazjonalnie stanowił też przystanek dla innych autobusów i autokarów turystycznych. Obecnie plac funkcjonuje wyłącznie jako parking publiczny. Przez likwidację dworca autobusowego, możliwość komfortowej przesiadki z autobusów do kolei jest utrudniona.
W przyszłości linia przechodząca przez Końskie, stanowić ma jedną ze szprych prowadzącą do Centralnego Portu Komunikacyjnego.